# Antoniterkloster Issenheim

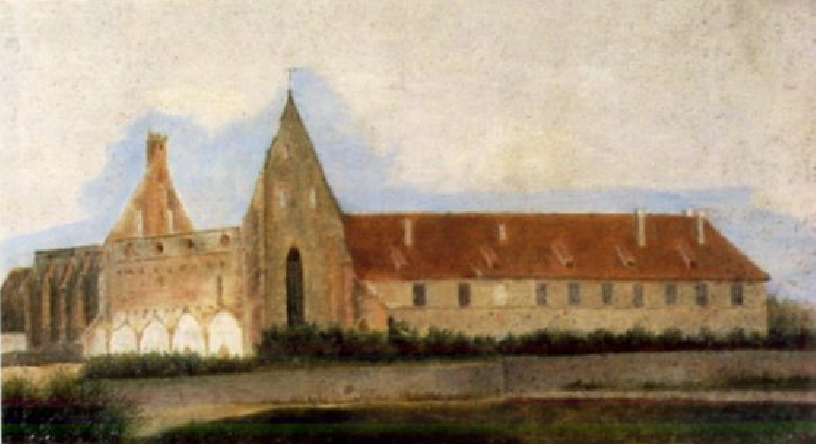
Antoniterkloster Issenheim 1831

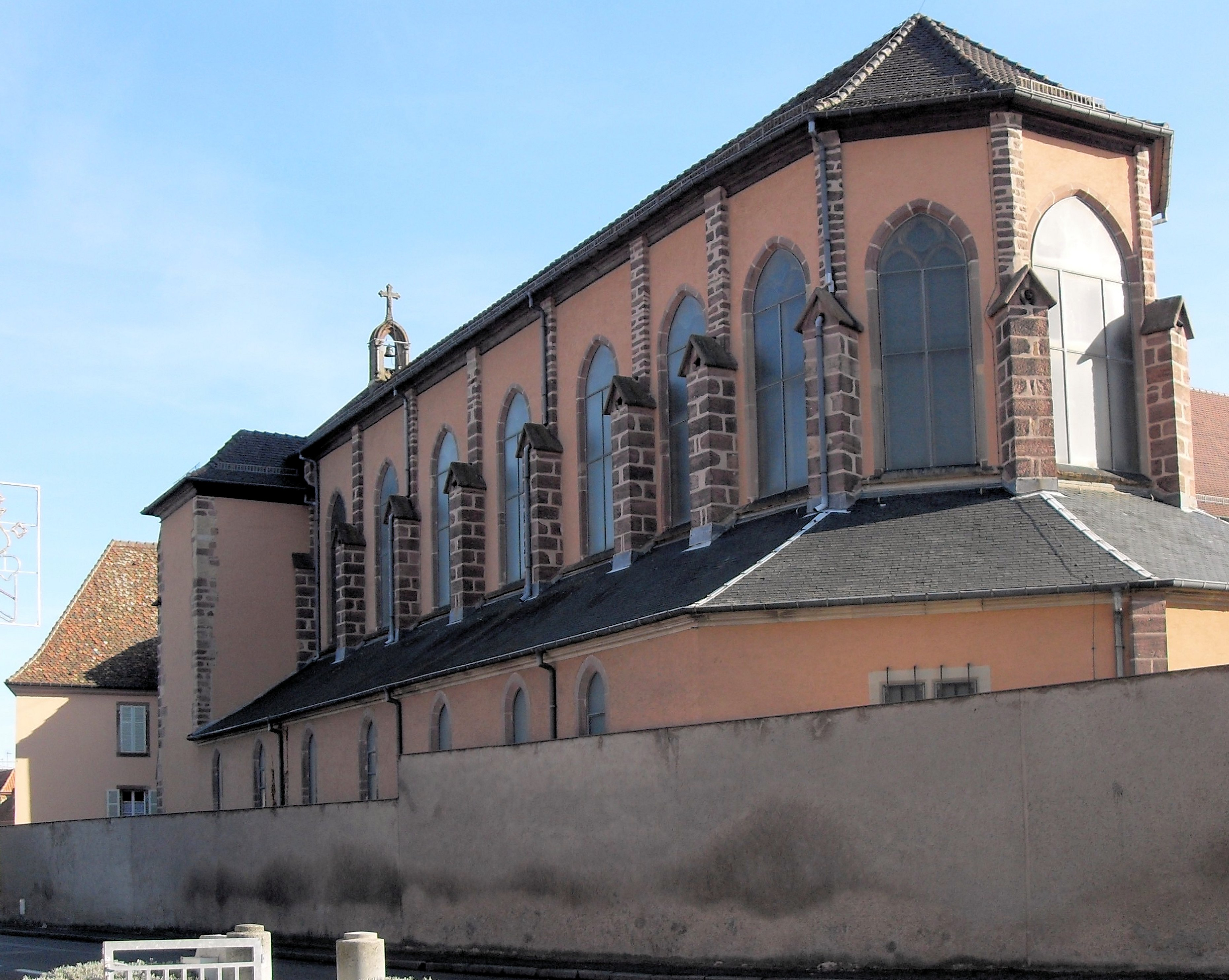
Die neogotische Klosterkirche

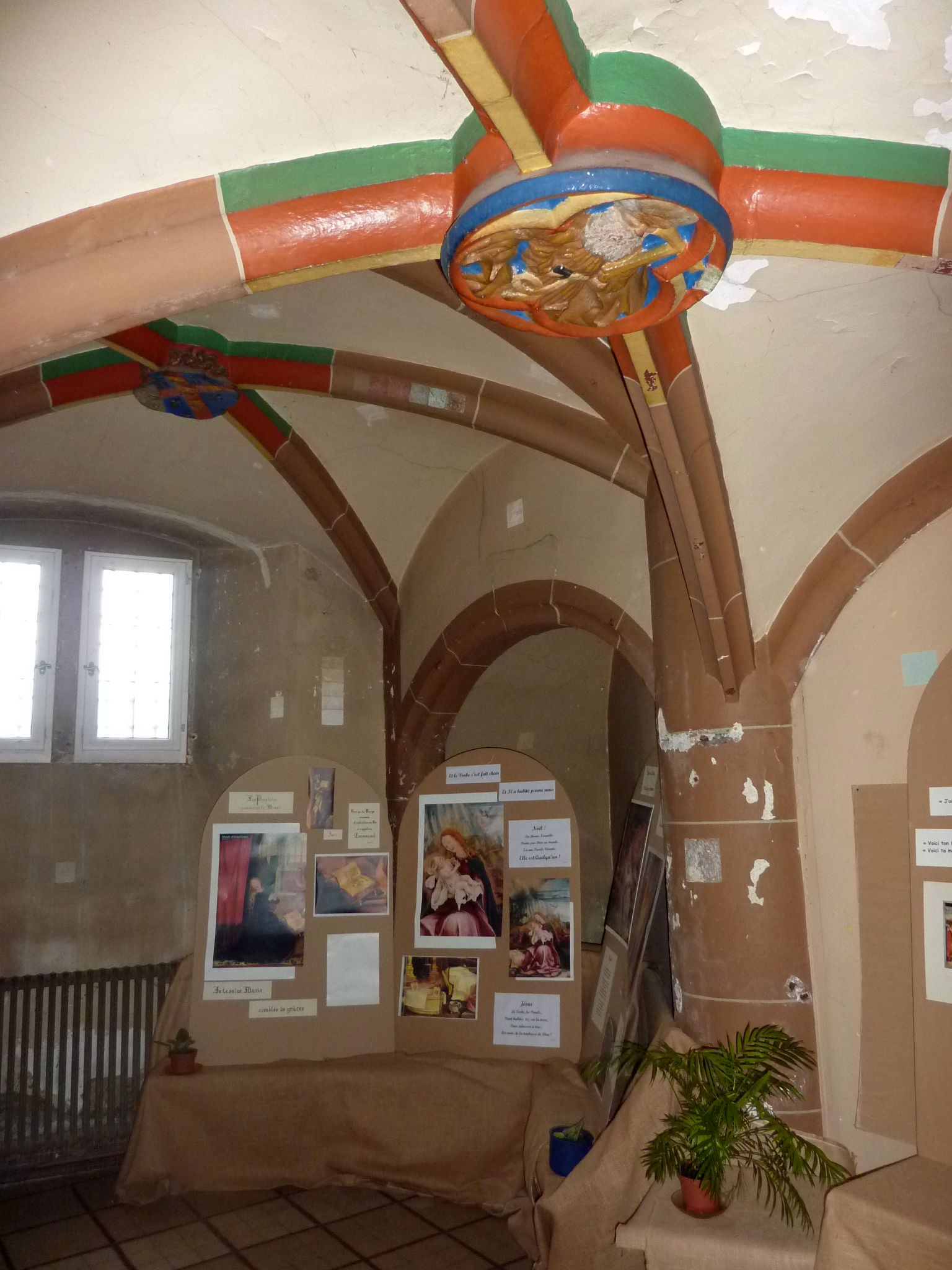
Gotisches Gewölbe im Antoniterkloster Issenheim

Das Antoniterkloster Issenheim ist ein ehemaliges Kloster der Antoniter, das sich in Issenheim (deutsch Isenheim) im Elsass in Frankreich befand. Die erhaltenen Klostergebäude und die Hoffläche über der ehemaligen Klosterkirche sind seit 1988 als Baudenkmal (Monument historique) klassifiziert, nicht aber die in nachklösterlicher Zeit entstandene neugotische Klosterkirche. 

## Geschichte
Die Issenheimer Antoniterpräzeptorei entstand vermutlich in der ersten Hälfte des 13. Jahrhunderts, das genaue Gründungsdatum ist nicht nachweisbar. Unter dem Präzeptor Guido Guersi entstand um 1515 für das Kloster der Isenheimer Altar mit der Tafelmalerei von Matthias Grünewald. Das Kloster hatte Niederlassungen in Basel, Straßburg, Bruchsal, Würzburg und Bamberg. Nach der Reformation verlor das Kloster seine wichtigste Einnahmequellen und ist 1777 untergegangen. Das Klostergelände wurde kurzzeitig mit einer Malteserkomturei besetzt, die jedoch bereits 1793 aufgehoben wurde. Später errichteten die Jesuiten in der Anlage ein Noviziat und erbauten eine neue Klosterkirche im Stil der Neogotik.